# آندرانیک پطروسیانتس
آندرانیک ملکونی پطروسیانتس (ارمنی: Անդրանիկ Մելքոնի Պետրոսյանց؛  زادهٔ ۸ مهٔ ۱۹۰۶ - درگذشته ۳ اکتبر ۲۰۰۵) دانشمند و سیاستمدار اهل ارمنستان بود.

## زندگی‌نامه
وی در ۸ مهٔ ۱۹۰۶ در ولادی‌قفقاز به دنیا آمد و از دانشگاه صنعتی اورال (۱۹۳۳) فارغ‌التحصیل گشت. همچنین برندهٔ جوایزی همچون نشان لنین، نشان ستاره سرخ، نشان پرچم سرخ کار، نشان برجسته افتخار، مدال به خاطر پیروزی مقابل آلمان در جنگ بزرگ میهنی، نشان انقلاب اکتبر، قهرمان کار سوسیالیست، نشان کوتوزوف و جایزه استالین شده است. وی در ۳ اکتبر ۲۰۰۵ در سن ۹۹ سالگی در مسکو درگذشت و در آرامستان واگانکوفسکوی به خاک سپرده شد.

## یادداشت
1. ↑   ֆիզիկամաթեմատիկական գիտությունների դոկտոր